# Bergueneuse
Bergueneuse é uma comuna francesa na região administrativa de Altos da França, no departamento de Pas-de-Calais. Estende-se por uma área de 2,78 km². Em 2010 a comuna tinha 220 habitantes (densidade: 79,1 hab./km²).